# Mont-près-Chambord
 Mont-près-Chambord  es una población y comuna francesa, en la región de Centro, departamento de Loir y Cher, en el distrito de Blois y cantón de Bracieux.

## Demografía
| 1249 | 1261 | 1643 | 2413 | 2786 | 3025 |
| Para los censos de 1962 a 1999 la población legal corresponde a la población sin duplicidades (Fuente: INSEE [Consultar]) |      |      |      |      |      |